# Ga Shibuya
Ga Shibuya (渋谷駅 (Sáp Cốc dịch) Shibuya-eki) là một nhà ga nằm ở Shibuya, Tokyo, Nhật Bản, liên kết vận hành bởi Công ty Đường sắt Đông Nhật Bản (JR East), Tập đoàn Keio, Tập đoàn Tokyu, và Tokyo Metro. Với 2,4 triệu lượt khách mỗi ngày vào ngày thường năm 2004, đây là ga tàu bận rộn thứ tư trong số các ga hành khách của Nhật Bản và của Thế giới (xếp sau Shinjuku, Ikebukuro, và Ōsaka / Umeda) đảm nhận vận chuyển một lưu lượng lớn hành khách giữa trung tâm thủ đô với các vùng ngoại ô phía Nam và phía Tây.

## Các tuyến

### JR East
- JA Tuyến Saikyō / JS Tuyến Shōnan-Shinjuku (Tuyến vận tải Yamanote) - cũng được sử dụng cho các chuyến tàu Narita Express
- JY Tuyến Yamanote - có bố trí sàn chờ đặc biệt, tất cả các tuyến tàu đều ở cùng phía Đông của các sàn chờ

### Các công ty đường sắt tư nhân
- Tuyến Keio Inokashira [ja] - ga cuối
- DT Tuyến Tokyu Den-en-toshi [ja] - tiếp nối Tuyến Tokyo Metro Hanzomon
- TY Tuyến Tokyu Toyoko - tiếp nối Tuyến Tokyo Metro Fukutoshin

### Các tuyến ngầm
- G Tuyến Tokyo Metro Ginza [ja] - ga cuối
- Z Tuyến Tokyo Metro Hanzomon [ja] - tiếp nối Tuyến Tokyu Den-en-toshi
- F Tuyến Tokyo Metro Fukutoshin [ja] - tiếp nối Tuyến Tokyu Tōyoko

Ghi chú: Tuyến Tokyo Metro Hanzomon và Fukutoshin được kết nối trực tiếp (không cần phải ra vào lại cổng soát vé) với các tuyến Tokyu Den-en-toshi và Tokyo Metro Fukutoshin. Riêng Tuyến Ginza được tách biệt hoàn toàn với các tuyến còn lại.

## Bố trí nhà ga
Ga Shibuya hiện đang được tiến hành cải tạo quy mô lớn như là một phần của kế hoạch tái phát triển cơ sở hạ tầng dài hạn. Trong khi các tuyến đường sắt và tuyến ngầm vẫn được vận hành bình thường, vị trí của các đường hành lang hay cửa ra vào ga đôi lúc bị thay đổi (tùy theo kế hoạch xây dựng ga). Mặt phía Đông của ga chính có từ tháng 3 năm 2013 được thay đổi để vận hành các tuyến nối tiếp giữa Tuyến Tokyu Toyoko và Tuyến Tokyo Metro Fukutoshin. Trong khi phần lớn ga chính, trước đây đặt khu mua sắm của Tokyu giờ đây bị phá dỡ, tòa nhà phía Tây của khu mua sắm này vẫn tiếp tục hoạt động bình thường. Tòa nhà Shibuya Hikarie, cũng thuộc sở hữu của Tokyu Group khánh thành vào 2012 được sử dụng làm khu thương mại, nhà hàng và văn phòng cho thuê.
Tuyến Tokyo Metro Ginza, trước đây được xây dựng và vận hành bởi Tokyu keiretsu, tiếp tục sử dụng mặt bằng tầng ba của khu ga để làm sàn chờ tàu. Các tuyến của JR nằm ở tầng hai theo hướng bắc–nam. Tuyến Tokyu Toyoko sử dụng sàn chờ khác song song ở tầng hai trong cùng khu ga cho tới 16 tháng 3 năm 2013 khi mà Tuyến Toyoko được hạ ngầm (đoạn tới ga Shibuya) để nhằm nối tiếp vào Tuyến Tokyo Metro Fukutoshin. Tuyến Tokyo Metro Hanzomon và Tuyến Tokyu Den-en-toshi chia sẻ sàn chờ ngầm với nhau ở một khu khác của ga và Tuyến Keio Inokashira sử dụng sàn chờ nằm ở tầng 2 của tòa nhà Shibuya Mark City ở phía Tây so với hệ thống ga chính.
Có 6 cửa ra vào từ khu ga chính JR/Tokyu/Tokyo Metro. Cửa Hachikō Exit (ハチ公口 Hachikō-guchi) nằm ở phía mạn Tây của ga, nằm gần bức tượng đồng chú chó Hachikō và ngay sát với giao lộ Shibuya nổi tiếng về lượng người qua lại mỗi khi ngã tư dừng đèn đỏ. Cửa Tamagawa Exit (玉川口 Tamagawa-guchi) dẫn về hướng Tây, nơi đặt nhà ga của Tuyến Keiō Inokashira.
Và 17 tháng 11 năm 2008, một bức tranh treo tường lớn vẽ bởi Okamoto Tarō, có tên "The Myth of Tomorrow", miêu tả một hình tượng con người bị tấn công bởi một quả bom nguyên tử, được lắp đặt, nằm ở hành lang kết nối cụm ga chính với lối vào của Tuyến Keio Inokashira.

### JR East

#### Các sàn chờ
Tuyến Yamanote được phục vụ bởi 2 sàn chờ với 2 đường ray. Tuyến Saikyo và Tuyến Shonan-Shinjuku dùng chung "đảo sàn chờ" (hai đường ray được tách ra làm sàn chờ ở giữa). Sàn chờ này nằm cách sàn chờ Tuyến Yamanote khoảng 350m về phía Nam.
| 1 | ■ Tuyến Yamanote                   | hướng Shinagawa, và Tokyo                                                                                              |  |
| 2 | ■ Tuyến Yamanote                   | hướng Shinjuku và Ikebukuro                                                                                            |  |
| 3 | ■ Tuyến Saikyō                     | hướng Shinjuku, Ōmiya, và Kawagoe                                                                                      |  |
| 3 | ■ Tuyến Shōnan-Shinjuku            | hướng Shinjuku và Ōmiya (hướng Tuyến Takasaki) Kumagaya, Takasaki, Maebashi (hướng Tuyến Utsunomiya) Oyama, Utsunomiya |  |
| 4 | ■ Tuyến Saikyō, Tuyến Rinkai       | hướng Ōsaki và Shin-Kiba                                                                                               |  |
| 4 | ■ Tuyến Shōnan-Shinjuku            | hướng Yokohama và Ōfuna (hướng Tuyến Tōkaidō) Odawara (hướng Tuyến Yokosuka) Zushi                                     |  |
| 4 | ■ Tốc hành đặc biệt Narita Express | hướng Sân bay Narita                                                                                                   |  |

#### Các ga liền kề
| «                               | «                   | Dịch vụ             | »                   | »                   |
| Tuyến Yamanote JY20             | Tuyến Yamanote JY20 | Tuyến Yamanote JY20 | Tuyến Yamanote JY20 | Tuyến Yamanote JY20 |
| ------------------------------- | ------------------- | ------------------- | ------------------- | ------------------- |
| Ebisu EBSJY21                   | Ebisu EBSJY21       | -                   | Harajuku JY19       | Harajuku JY19       |
| Tuyến Saikyō JA10               |                     |                     |                     |                     |
| Ebisu EBSJA09                   |                     | Tốc hành            |                     | Shinjuku SJKJA11    |
| Ebisu EBSJA09                   |                     | Tốc hành            |                     | Shinjuku SJKJA11    |
| Ebisu EBSJA09                   |                     | Local               |                     | Shinjuku SJKJA11    |
| Tuyến Shōnan-Shinjuku JS19      |                     |                     |                     |                     |
| Tokyo TYOJO19 Shinagawa SGWJO17 |                     | Narita Express      |                     | Shinjuku SJKJS20    |
| Ōsaki OSKJS17                   |                     | Tốc hành đặc biệt   |                     | Shinjuku SJKJS20    |
| Ebisu EBSJS18                   |                     | Tốc hành            |                     | Shinjuku SJKJS20    |
| Ebisu EBSJS18                   |                     | Local               |                     | Shinjuku SJKJS20    |

### Tokyo Metro/Tokyu
| Bố trí nhà ga                                                  | Bố trí nhà ga | Bố trí nhà ga |
| -------------------------------------------------------------- | --- | --- |
| Tầng 3 Sàn chờ cho Tuyến Ginza                                 | Hai đường ray đi và đến nằm ở giữa hai sàn chờ, do đó các tàu dù đi hay đến sẽ mở cửa bên trái để phục vụ hành khách | Hai đường ray đi và đến nằm ở giữa hai sàn chờ, do đó các tàu dù đi hay đến sẽ mở cửa bên trái để phục vụ hành khách                                    |
| Tầng 3 Sàn chờ cho Tuyến Ginza                                 | Sàn chờ số 2 | → Tuyến Ginza hướng về Asakusa (Omotesandō) → |
| Tầng 3 Sàn chờ cho Tuyến Ginza                                 | Sàn chờ số 1 | ← Tuyến Ginza (điểm cuối) ← |
| Tầng 3 Sàn chờ cho Tuyến Ginza                                 | Hai đường ray đi và đến nằm ở giữa hai sàn chờ, do đó các tàu dù đi hay đến sẽ mở cửa bên trái để phục vụ hành khách | |
| Tầng 2                                                         | Tầng lửng | Lối quẹt thẻ ra vào Tuyến Ginza, các máy bán vé, phòng cho nhân viên phục vụ ga Lối đi bộ cho hành khách sang các Tuyến của JR và Tuyến Keio Inokashira |
| Tầng 1                                                         | Mặt đất | Lối ra/vào Chuyển tuyến giữa Tuyến Ginza và các ga của Tuyến Hanzomon/Tuyến Fukutoshin/Tuyến Tokyu                                                      |
| Tầng hầm 1 (B1)                                                | Tầng lửng trên | Cầu thang và thang máy lên xuống |
| Tầng hầm 2 (B2)                                                | Tầng lửng dưới | Lối quẹt thẻ ra vào Tuyến Hanzomon/Tuyến Fukutoshin/Tuyến Tokyu, các máy bán vé, phòng cho nhân viên phục vụ ga                                         |
| Tầng hầm 3 (B3) Sàn chờ cho Tuyến Hanzōmon, Tuyến Den-en-toshi | Sàn chờ số 2 | → Tuyến Hanzōmon hướng về Oshiage (Omotesandō) → |
| Tầng hầm 3 (B3) Sàn chờ cho Tuyến Hanzōmon, Tuyến Den-en-toshi | "Đảo sàn chờ", sàn chờ chung nằm giữa hai bên đường ray                                                              | |
| Tầng hầm 3 (B3) Sàn chờ cho Tuyến Hanzōmon, Tuyến Den-en-toshi | Sàn chờ số 1 | ← Tuyến Tōkyū Den-en-toshi hướng về Chūō-Rinkan (Ikejiri-Ōhashi) ← Tuyến Hanzōmon (điểm cuối)                                                           |
| Tầng hầm 4 (B4)                                                | Tầng đổi tuyến | Đổi giữa các sàn chờ Tuyến Hanzōmon/Tuyến Den-en-toshi với Tuyến Fukutoshin/Tuyến Tōyoko                                                                |
| Tầng hầm 5 (B5) Sàn chờ cho Tuyến Fukutoshin, Tuyến Tōyoko     | Sàn chờ số 6 | → Tuyến Fukutoshin hướng về Wakōshi (Meiji-Jingūmae) →                                                                                                  |
| Tầng hầm 5 (B5) Sàn chờ cho Tuyến Fukutoshin, Tuyến Tōyoko     | "Đảo sàn chờ", sàn chờ chung nằm giữa hai bên đường ray                                                              | |
| Tầng hầm 5 (B5) Sàn chờ cho Tuyến Fukutoshin, Tuyến Tōyoko     | Sàn chờ số 5 | → Tuyến Fukutoshin hướng về Wakōshi (Meiji-Jingūmae) →                                                                                                  |
| Tầng hầm 5 (B5) Sàn chờ cho Tuyến Fukutoshin, Tuyến Tōyoko     | Sàn chờ số 4 | ← Tuyến Tōkyū Tōyoko hướng về Yokohama (Daikan-yama) |
| Tầng hầm 5 (B5) Sàn chờ cho Tuyến Fukutoshin, Tuyến Tōyoko     | "Đảo sàn chờ", sàn chờ chung nằm giữa hai bên đường ray                                                              | |
| Tầng hầm 5 (B5) Sàn chờ cho Tuyến Fukutoshin, Tuyến Tōyoko     | Sàn chờ số 3 | ← Tuyến Tōkyū Tōyoko hướng về Yokohama (Daikan-yama) |

#### Tuyến Tokyu Den-en-toshi và Tuyến Tokyo Metro Hanzomon

##### Các sàn chờ
Có một "đảo sàn chờ" chung cho hai bên đường ray ở tầng hầm 3 (B3).
| 1 | DT Tuyến Tokyu Den-en-toshi  | hướng Futako-Tamagawa, Nagatsuta, và Chūō-Rinkan |
| 2 | Z Tuyến Tokyo Metro Hanzomon | hướng Otemachi và Oshiage TS Tuyến Tobu Skytree hướng Tōbu-Dōbutsu-Kōen TI Tuyến Tobu Isesaki hướng Kuki TN Tuyến Tobu Nikko hướng Minami-Kurihashi |

##### Các ga liền kề
| «                              | «                              | Dịch vụ                        | »                              | »                              |
| Tuyến Tokyu Den-en-toshi DT01  | Tuyến Tokyu Den-en-toshi DT01  | Tuyến Tokyu Den-en-toshi DT01  | Tuyến Tokyu Den-en-toshi DT01  | Tuyến Tokyu Den-en-toshi DT01  |
| Tuyến Tokyo Metro Hanzomon Z01 | Tuyến Tokyo Metro Hanzomon Z01 | Tuyến Tokyo Metro Hanzomon Z01 | Tuyến Tokyo Metro Hanzomon Z01 | Tuyến Tokyo Metro Hanzomon Z01 |
| ------------------------------ | ------------------------------ | ------------------------------ | ------------------------------ | ------------------------------ |
| Sangenjaya DT03                |                                | Tốc hành                       |                                | Omote-sando Z02                |
| Ikejiri-Ōhashi DT02            |                                | Bán tốc hành                   |                                | Omote-sando Z02                |
| Ikejiri-Ōhashi DT02            |                                | Local                          |                                | Omote-sando Z02                |

### Tuyến Tokyu Toyoko và Tuyến Tokyo Metro Fukutoshin

#### Các sàn chờ
Có hai "đảo sàn chờ" chung cho hai bên đường ray mỗi đảo ở tầng hầm 5 (B5). Tổng cộng phục vụ 4 ray.
| 3-4 | TY Tuyến Tokyu Toyoko          | hướng Jiyūgaoka, Yokohama Tuyến Minatomirai hướng Motomachi-Chukagai                                                  |
| 5-6 | F Tuyến Tokyo Metro Fukutoshin | hướng Shinjuku-sanchome, Ikebukuro, và Wakoshi TJ Tuyến Tobu Tojo hướng Shinrinkōen Tuyến Seibu Ikebukuro hướng Hannō |

#### Các ga liền kề
| «                                                | «                             | Dịch vụ                                          | »                       | »                               |
| Tuyến Tokyu Toyoko TY01                          | Tuyến Tokyu Toyoko TY01       | Tuyến Tokyu Toyoko TY01                          | Tuyến Tokyu Toyoko TY01 | Tuyến Tokyu Toyoko TY01         |
| ------------------------------------------------ | ----------------------------- | ------------------------------------------------ | ----------------------- | ------------------------------- |
| Shinjuku-sanchome F13 (Tuyến Fukutoshin)         |                               | S-Train (cuối tuần và các ngày nghỉ lễ quốc gia) |                         | Jiyūgaoka TY07                  |
| (Tuyến Tokyo Metro Fukutoshin)                   |                               | Tốc hành đặc biệt                                |                         | Naka-Meguro TY03                |
| Meiji-jingumae 'Harajuku' F15 (Tuyến Fukutoshin) |                               | Tốc hành đặc biệt F Liner                        |                         | Naka-Meguro TY03                |
| (Tuyến Tokyo Metro Fukutoshin)                   |                               | Tốc hành                                         |                         | Naka-Meguro TY03                |
| (Tuyến Tokyo Metro Fukutoshin)                   |                               | Tốc hành                                         |                         | Naka-Meguro TY03                |
| (Tuyến Tokyo Metro Fukutoshin)                   |                               | Local                                            |                         | Daikanyama TY02                 |
| Tuyến Tokyo Metro Fukutoshin F16                 |                               |                                                  |                         |                                 |
| Shinjuku-sanchome F13                            |                               | S-Train (cuối tuần và các ngày nghỉ lễ quốc gia) |                         | Jiyūgaoka TY07 (Tuyến Toyoko)   |
| Meiji-jingumae 'Harajuku' F15                    |                               | Tốc hành                                         |                         | (Tuyến Tokyu Toyoko)            |
| Meiji-jingumae 'Harajuku' F15                    |                               | Tốc hành F Liner                                 |                         | Naka-Meguro TY03 (Tuyến Toyoko) |
| Shinjuku-sanchome F13                            |                               | Tốc hành                                         |                         | (Tuyến Tokyu Toyoko)            |
| Meiji-jingumae 'Harajuku' F15                    | Meiji-jingumae 'Harajuku' F15 | Local                                            | (Tuyến Tokyu Toyoko)    | (Tuyến Tokyu Toyoko)            |

### Tuyến Tokyo Metro Ginza

#### Các sàn chờ
Hai sàn chờ phục vụ hai ray nằm ở giữa.
| 1-2 | ■ Tuyến Tokyo Metro Ginza | hướng Akasaka-mitsuke, Ginza, Ueno, và Asakusa |

#### Các ga liền kề
| «                           | «                           | Dịch vụ                     | »                           | »                           |
| Tuyến Tokyo Metro Ginza G01 | Tuyến Tokyo Metro Ginza G01 | Tuyến Tokyo Metro Ginza G01 | Tuyến Tokyo Metro Ginza G01 | Tuyến Tokyo Metro Ginza G01 |
| --------------------------- | --------------------------- | --------------------------- | --------------------------- | --------------------------- |
| Ga cuối                     | Ga cuối                     | -                           | Omote-sando G02             | Omote-sando G02             |

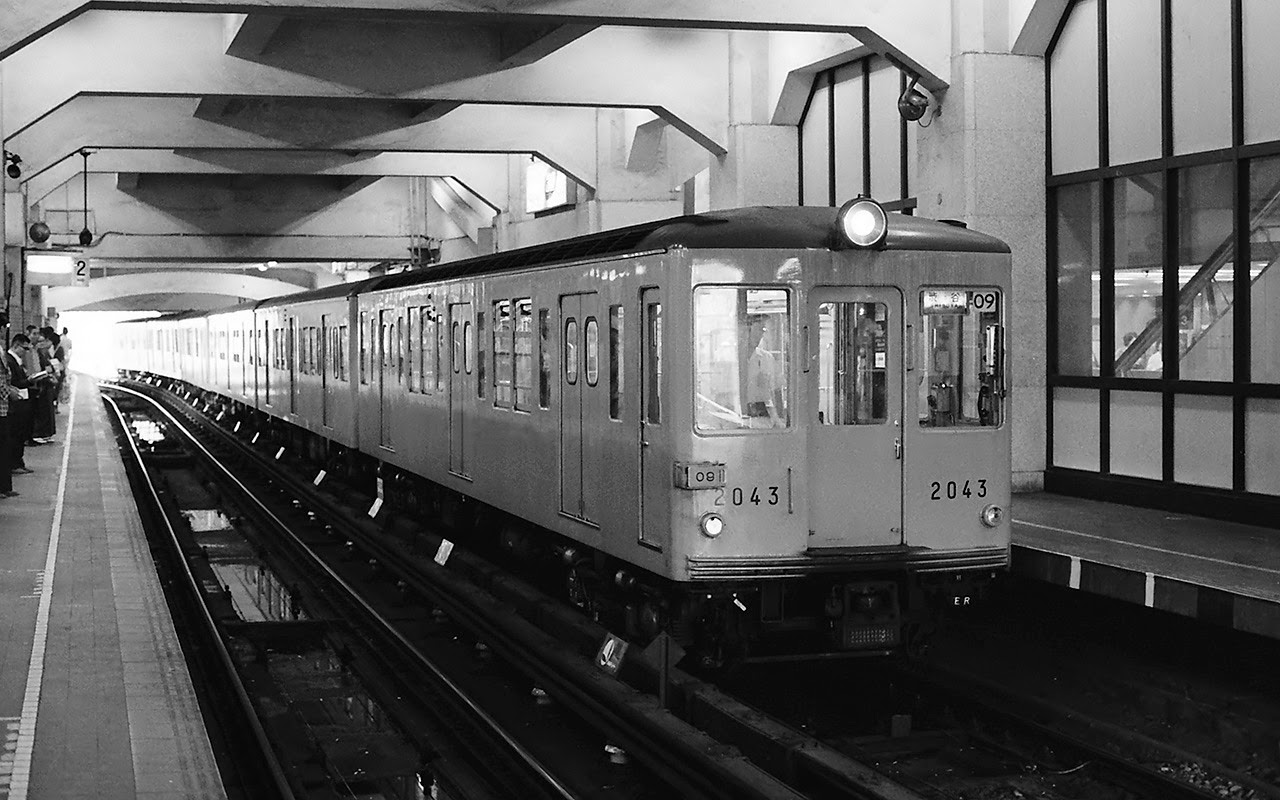
Các sàn chờ của Tuyến Ginza vào năm 1977

### Tuyến Keio Inokashira

#### Các sàn chờ
Ga Keio có 2 "vịnh sàn chờ" (các tàu đi vào rồi đi ra theo chiều ngược lại) là điểm cuối của 2 đường ray.
| 1, 2 | ■ Tuyến Keio Inokashira | hướng Shimo-Kitazawa, Meidaimae, Eifukuchō, và Kichijōji |

#### Các ga liền kề
| «                            | «                            | Dịch vụ                      | »                            | »                            |
| Tuyến Keio Inokashira (IN01) | Tuyến Keio Inokashira (IN01) | Tuyến Keio Inokashira (IN01) | Tuyến Keio Inokashira (IN01) | Tuyến Keio Inokashira (IN01) |
| ---------------------------- | ---------------------------- | ---------------------------- | ---------------------------- | ---------------------------- |
| Ga cuối                      |                              | Tốc hành                     |                              | Shimo-Kitazawa (IN05)        |
| Ga cuối                      |                              | Local                        |                              | Shinsen (IN02)               |

## Lịch sử
Ga Shibuya được mở cửa lần đầu vào ngày 1 tháng 3 năm 1885, là một điểm dừng trên Tuyến Shinagawa, tiền thân của Tuyến Yamanote ngày nay. Nhà ga được mở rộng sau đó để tích hợp với Đường sắt Tamagawa (năm 1907; đóng cửa năm 1969), Tuyến Toyoko (1927), Tuyến Teito Shibuya (ngày 1 tháng 8 năm 1933; giờ là Tuyến Inokashira), Đường sắt Cao tốc Tōkyō (năm 1938; ban đầu thông qua Tuyến Ginza năm 1939 và sáp nhập chính thức năm 1941), Tuyến Den-en-toshi (1977), Tuyến Hanzōmon (1978) và Tuyến Fukutoshin (2008). Từ năm 1925 đến 1935, một chú cho giống Akita tên là Hachiko chờ người chủ đã qua đời, có mặt ở ga đúng vào giờ về của tàu. Năm 1946 xảy ra biến cố Shibuya, một trận chiến các băng đảng xã hội đen liên quan đến hàng trăm người, xảy ra ở ngay trước ga.

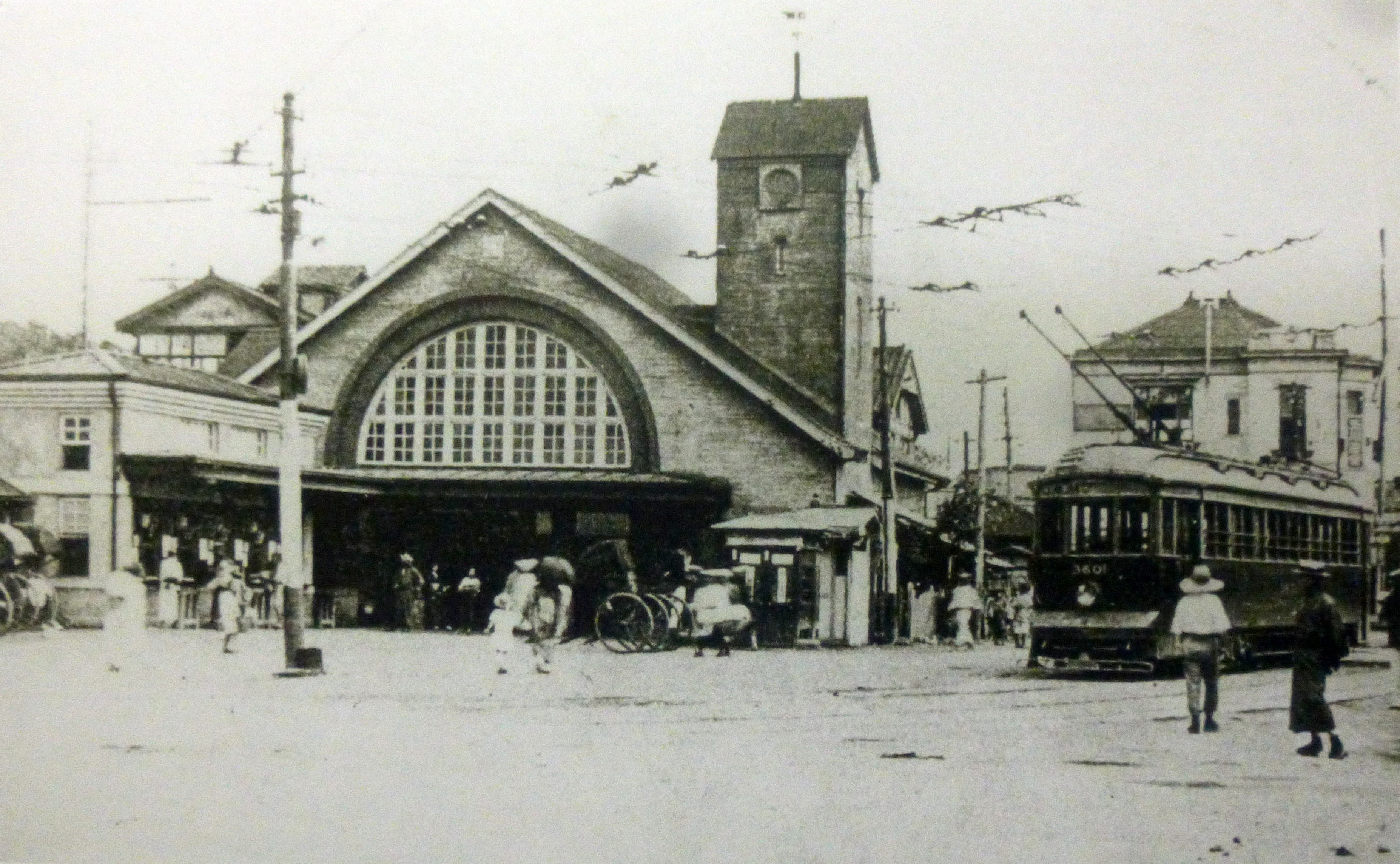
Ga Shibuya những năm đầu 1920
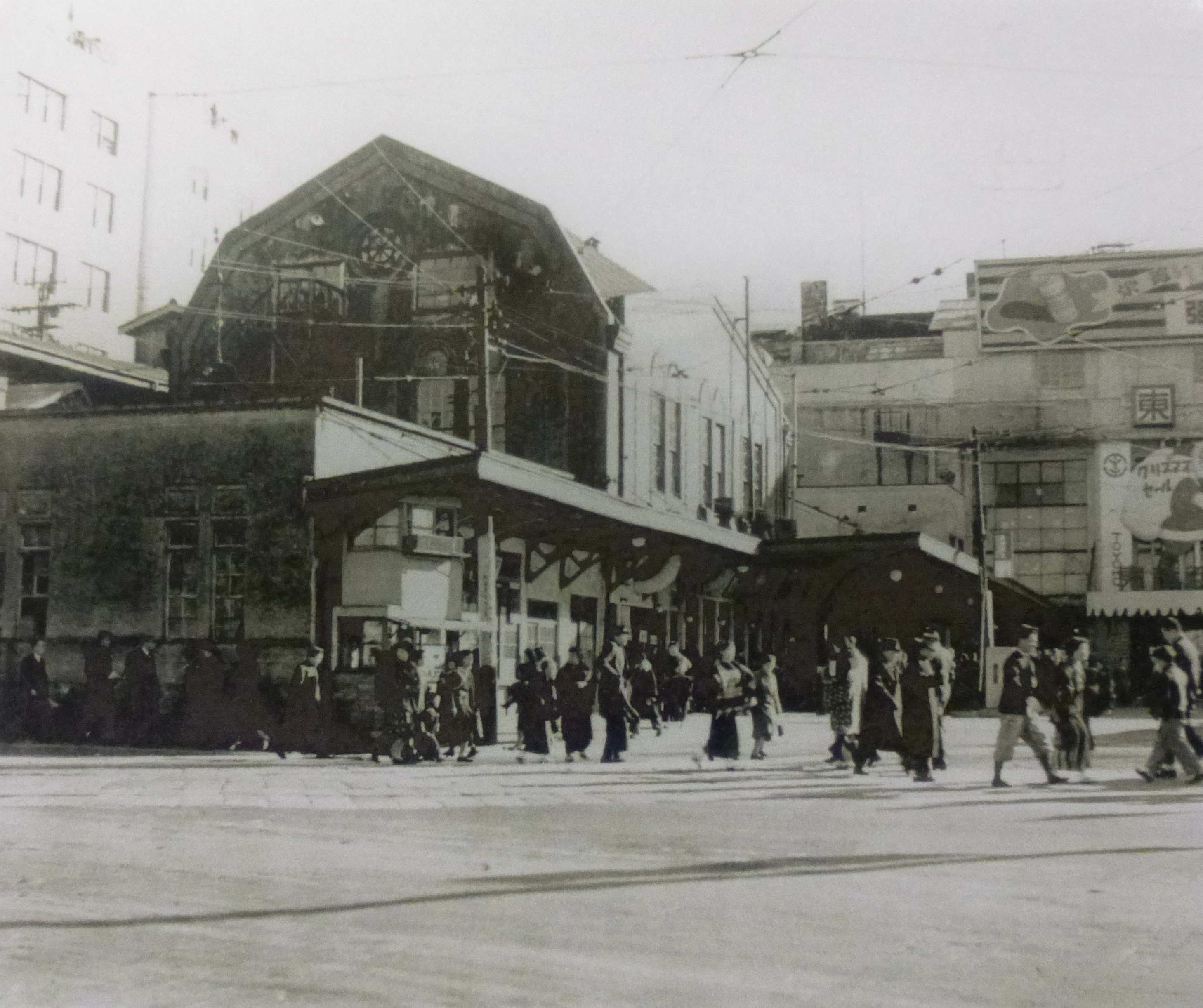
Ga Shibuya năm 1951
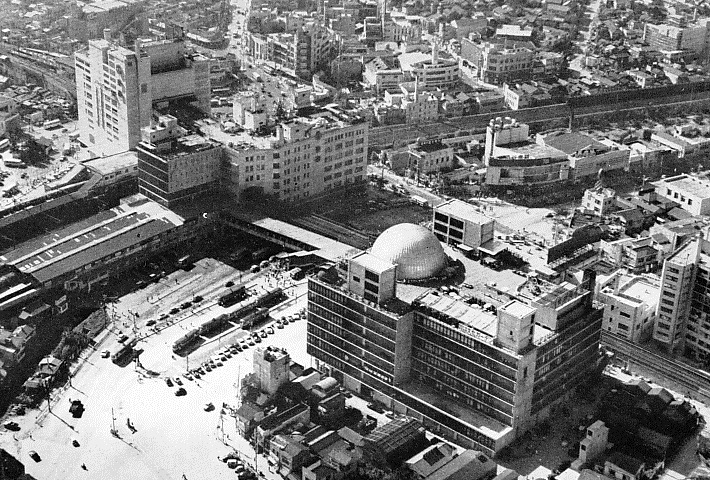
Ga Shibuya những năm 1960

Giữa tháng 12 năm 2008 và tháng 3 năm 2009, các thảm áp điện được lắp đặt tại ga Shibuya như một cuộc thử nghiệm quy mô nhỏ.
Từ ngày 22 tháng 2 năm 2013, việc đánh só các ga được giới thiệu trên các tuyến của Keio, và ga Shibuya bắt đầu có mã "IN01".

### Ga trước đây của Tuyến Toyoko
Nhà ga cũ (cũng là điểm cuối) nằm trên mặt đất của Tuyến Tokyu Toyoko, các sàn chờ bị dỡ bỏ sau chuyến tàu cuối cùng vào ngày 15 tháng 3 năm 2013. Từ ngày 16 tháng 3 năm 2013, Tuyến Toyoko bắt đầu sử dụng các sàn chờ ngầm 3-6 nhằm tiếp nối với Tuyến Tokyo Metro Fukutoshin.

#### Các sàn chờ
Có 4 "vịnh sàn chờ" (tàu vào ga, sau đó quay đầu lại vì là điểm cuối) đánh số từ 1 tới 4, phục vụ 4 đường ray cho các tàu có 8 toa.
| 1-4 | ■ Tuyến Tokyu Toyoko | hướng Naka-Meguro, Jiyūgaoka, Yokohama, (Tuyến Minatomirai) Motomachi-Chūkagai |

## Định hướng phát triển
JR East đang thực hiện tái cấu trúc mở rộng nhà ga bắt đầu từ đầu năm tài chính 2015. Sau khi hoàn thành, Tuyến Yamanote sẽ có một "đảo sản chờ" thay vì tách biệt độc lập như hiện nay, và các sàn chờ của Tuyến Saikyo, hiện nay cách đó 350 m, sẽ được di chuyển cùng với sàn chờ của Tuyến Yamanote nhằm giúp việc chuyển tuyến dễ dàng hơn.
Tập đoàn Tokyu có kế hoạch phát triển tòa nhà thương mại 47 tầng ở trên khu vực sàn chờ mới của Tuyến Toyoko về phía Đông của ga, và đây sẽ trở thành tòa nhà cao nhất tại Shibuya sau khi mở cửa vào năm 2019. Tokyu cũng có một kế hoạch khác xây một phức hợp thương mại / khu dân cư 16 tầng ở ga vào năm 2018, sau đó là một tòa nhà 35 tầng ở vị trí ga của Tuyến Toyoko cũ vào năm 2020.

## Thống kê hành khách
Vào năm tài chính 2013, ga của JR East phục vụ 378.539 hành khách mỗi ngày (chỉ tính khách lên tàu), làm cho nó trở thành ga bận rộn thứ năm trong số các ga của Công ty Đường sắt Đông Nhật Bản (JR East). Cùng năm đó, ga của Keio phục vụ trung bình 336.957 hành khách mỗi ngày (tính lượng khách vào và ra), làm cho nó trở thành ga bận rộn nhất trên Tuyến Inokashira. Cũng vào năm tài chính 2013, ga Tokyo Metro Ginza phục vụ trung bình 212.136 hành khách mỗi ngày và các ga Tokyo Metro Hanzōmon và Fukutoshin phục vụ trung bình 731.184 hành khách mỗi ngày. Các số liệu này đã bao gồm cả các hành khách đi qua ga Shibuya (nhưng không xuống tàu và rời ga). Cùng năm đó, ga của Tuyến Tokyu Toyoko phục vụ trung bình 441.266 hành khách mỗi ngày và ga của Tuyến Den-en-toshi phục vụ trung bình 665.645 hành khách mỗi ngày. Dưới đây là số liệu của từng ga trong các năm gần đây.
| Năm tài chính | JR East | Tokyu        | Tokyu              | Tokyo Metro | Keio    |
| Năm tài chính | JR East | Tuyến Tōyoko | Tuyến Den-en-toshi | Tokyo Metro | Keio    |
| ------------- | ------- | ------------ | ------------------ | ----------- | ------- |
| 1999          | 423.336 |              |                    |             | 323.180 |
| 2000          | 428.165 |              |                    |             |         |
| 2005          | 423.884 | 412.237      | 631.481            |             |         |
| 2010          | 403.277 | 419.482      | 647.331            |             | 336.926 |
| 2011          | 402.766 | 420.163      | 641.781            | 217.117     | 335.475 |
| 2012          | 412.009 | 435.994      | 656.867            | 226.644     | 344.972 |
| 2013          | 378.539 | 441.266      | 665.645            | 212.136     | 336.957 |

- Số liệu của ga JR chỉ tính khách lên tàu.
- Số liệu của Tokyo Metro chỉ bao gồm số liệu của ga Tuyến Ginza.

## Khu vực chung quanh

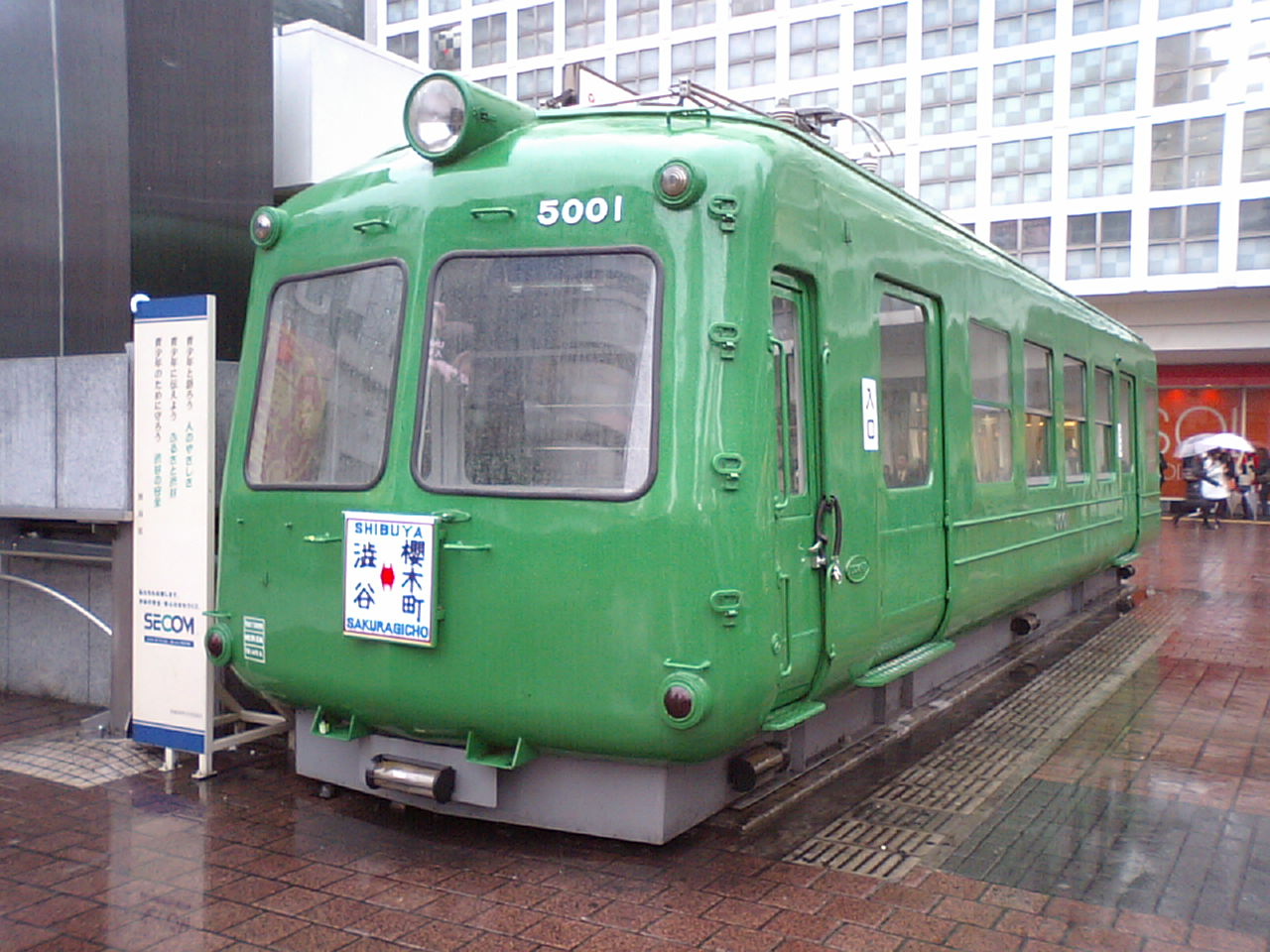
Phần thân của một tàu thế hệ cũ Tokyu dòng 5000 "Green frog" (Ếch xanh) được để kỉ niệm trước mặt phía Tây của ga

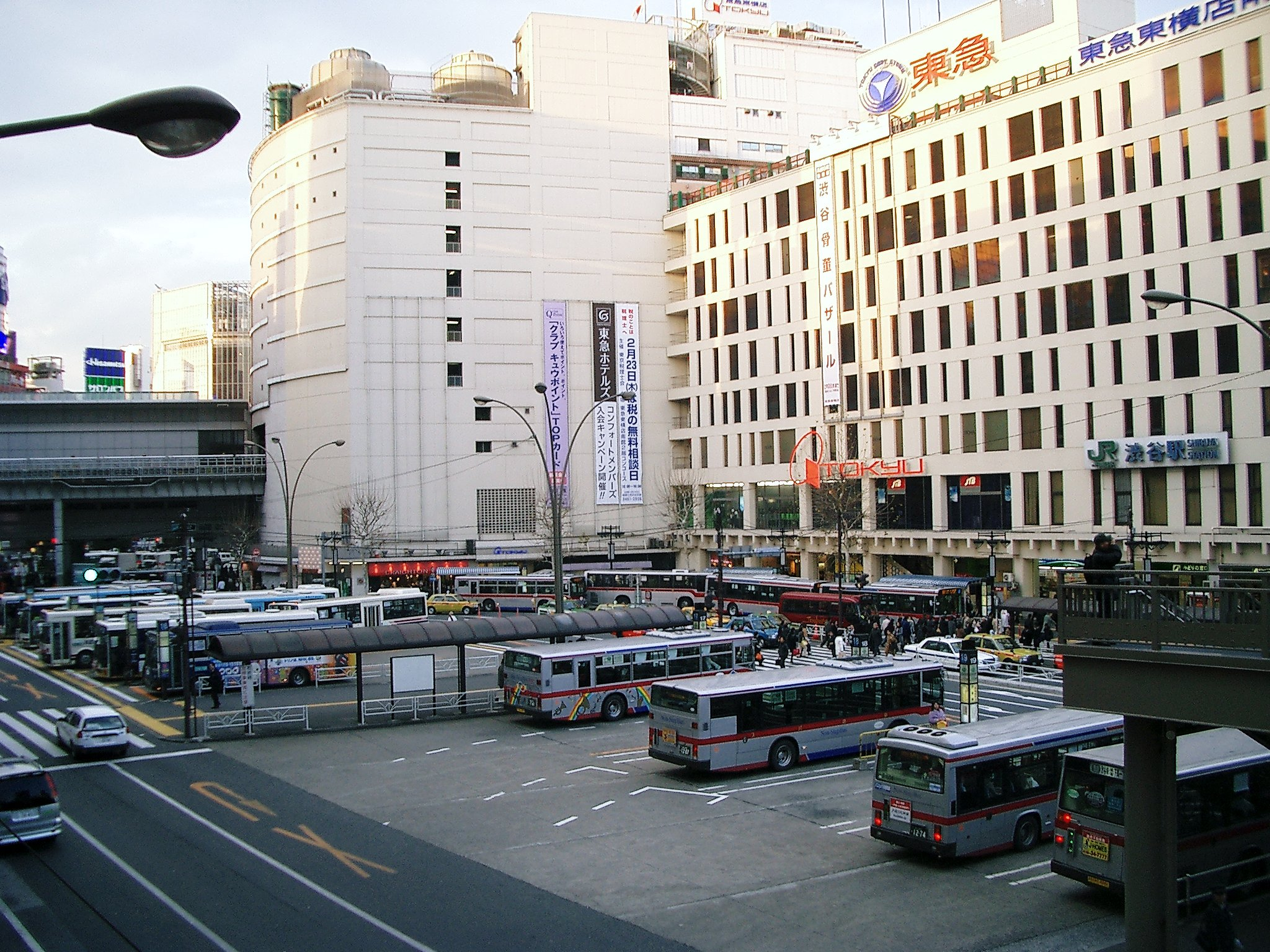
Bến xe buýt ở mặt phía Tây của ga Shibuya

Chung quanh nhà ga là các trung tâm thương mại sầm uất của Shibuya. Khu mua sắm Tokyu được kết nối với cửa Đông của ga và rất nhiều các khu mua sắm khác đều có thể đi bộ đến được.
- Ngã tư Shibuya [ja]
- Sở hành chính của quận Shibuya
- Trung tâm phát sóng [ja] của Đài truyền hình NHK
- NHK Hall [ja]
- Tòa nhà Shibuya Mark City [ja]
- Tòa nhà Shibuya 109 [ja]
- Tòa nhà Shibuya Hikarie [ja]
- Công viên Yoyogi [ja]
- Công viên Miyashita [ja]
- Ô cửa Shibuya [ja] (Đường cao tốc Metropolitan số 3 Tuyến Shibuya [ja; en])

Sông Shibuya chảy ngầm ở dưới ga, trải về phía đông và song song với các đường ray của JR. Không giống như các khu mua sắm khác của Nhật Bản, khu phía Đông của Khu mua sắm Tokyu, đã đóng của vào 2013 và bị dỡ bỏ cho kế hoạch xây dựng mở rộng ga Shibuya, không có khu tầng hầm bởi sông Shibuya chảy ở bên dưới. Một thang cuốn của khu phía Đông được xây dựng trên sông có một đoạn dừng để làm chỗ trống cho máy móc hoạt động mà không cần đào thêm xuống dưới như các loại thang cuốn thông thường khác. Các sông được coi là không gian công cộng theo luật Nhật Bản, do đó về nguyên tắc xây dựng trên sông là bất hợp pháp. Tuy nhiên vẫn có nhiều điểm nhập nhằng là tại sao các khu mua sắm này lại được cho phép xây dựng bắt đầu từ năm 1933.